# Aerosteon
Aerosteon é um gênero de dinossauro terópode tetanuro do Cretáceo que viveu onde é hoje a Argentina, cujos restos mortais foram encontrados em 1996, em Malargue, província de Mendoza. Seu nome significa “osso de ar”.
Era um dinossauro carnívoro de 9 m de comprimento, cujos fósseis mostram sinais de ter possuído um sistema respiratório como os das aves, que teria ajudado a regular sua temperatura corporal e mantê-lo estável, enquanto perseguia suas presas. Holtz deu um comprimento de 11,5 metros e um peso aproximado de um Rinoceronte.
Apesar de sabermos que atualmente o Aerosteon é um terópode megaraptorano, ele já foi considerado um carcarodontossaurídeo.